# Indische Cricket-Nationalmannschaft in Sri Lanka in der Saison 2017
Die Tour der indischen Cricket-Nationalmannschaft nach Sri Lanka in der Saison 2017 fand vom 26. Juli bis zum 6. September 2017 statt. Die internationale Cricket-Tour war Bestandteil der Internationalen Cricket-Saison 2017 und umfasste drei Test, fünf ODIs und ein Twenty20. Indien gewann die Test-Serie 3–0, die ODI-Serie 5–0 und die Twenty20-Serie 1–0.

## Vorgeschichte
Sri Lanka bestritt zuvor eine Tour gegen Simbabwe, Indien eine Tour in den West Indies. Das letzte Aufeinandertreffen der beiden Mannschaften bei einer Tour fand in der Saison 2015/16 in Indien statt.

## Stadien
Die folgenden Stadien wurden für die Tour ausgewählt und am 7. Juli 2017 bekanntgegeben.
| Stadion                                            | Stadt    | Kapazität | Spiele               |
| -------------------------------------------------- | -------- | --------- | -------------------- |
| R. Premadasa Stadium (RPS)                         | Colombo  | 35.000    | 4. & 5. ODI; 1. T20  |
| Sinhalese Sports Club Ground (SSC)                 | Colombo  | 10.000    | 3. Test              |
| Rangiri Dambulla International Stadium             | Dambulla | 16.800    | 1. ODI               |
| Galle International Stadium                        | Galle    | 35.000    | 2. Test              |
| Muttiah Muralitharan International Cricket Stadium | Kandy    | 35.000    | 1. Test; 2. & 3. ODI |

## Kaderlisten
Indien benannte seinen Test-Kader am 9. Juli 2017.
Sri Lanka benannte seinen Test-Kader am 23. Juli 2017.
| Test | Test | ODI | ODI | Twenty20 | Twenty20 |
| Sri Lanka | Indien | Sri Lanka | Indien | Sri Lanka | Indien |
| --- | --- | --- | --- | --- | --- |
| - Dinesh Chandimal (K) - Rangana Herath - Upul Tharanga - Dimuth Karunaratne - Kusal Mendis - Angelo Mathews - Asela Gunaratne - Niroshan Dickwella (wk) - Dhananjaya de Silva - Danushka Gunathilaka - Dilruwan Perera - Suranga Lakmal - Lahiru Kumara - Vishwa Fernando - Malinda Pushpakumara - Nuwan Pradeep - Lakshan Sandakan - Lahiru Thirimanne - Dushmantha Chameera - Lahiru Gamage | - Virat Kohli (K) - Ravichandran Ashwin (VK) - Shikhar Dhawan - Ravindra Jadeja - Bhuvneshwar Kumar - Abhinav Mukund - Hardik Pandya - Axar Patel - Cheteshwar Pujara - Ajinkya Rahane - KL Rahul - Wriddhiman Saha (wk) - Mohammed Shami - Ishant Sharma - Rohit Sharma - Murali Vijay - Kuldeep Yadav - Umesh Yadav | - Upul Tharanga (K) - Dushmantha Chameera - Dinesh Chandimal - Akila Dananjaya - Niroshan Dickwella (wk) - Vishwa Fernando - Danushka Gunathilaka - Wanindu Hasaranga - Chamara Kapugedera - Lasith Malinga - Angelo Mathews - Kusal Mendis - Dilshan Munaweera - Thisara Perera - Malinda Pushpakumara - Lakshan Sandakan - Milinda Siriwardana - Lahiru Thirimanne | - Virat Kohli (K) - Rohit Sharma (VK) - Jasprit Bumrah - Yuzvendra Chahal - Shikhar Dhawan - MS Dhoni (wk) - Kedar Jadhav - Bhuvneshwar Kumar - Manish Pandey - Hardik Pandya - Axar Patel - Ajinkya Rahane - KL Rahul - Shardul Thakur - Kuldeep Yadav | - Upul Tharanga (K) - Akila Dananjaya - Niroshan Dickwella (wk) - Wanindu Hasaranga - Suranga Lakmal - Lasith Malinga - Angelo Mathews - Dilshan Munaweera - Thisara Perera - Seekkuge Prasanna - Vikum Sanjaya - Dasun Shanaka - Milinda Siriwardana - Isuru Udana - Jeffrey Vandersay | - Virat Kohli (K) - Rohit Sharma (VK) - Jasprit Bumrah - Yuzvendra Chahal - Shikhar Dhawan - MS Dhoni (wk) - Kedar Jadhav - Bhuvneshwar Kumar - Manish Pandey - Hardik Pandya - Axar Patel - Ajinkya Rahane - KL Rahul - Shardul Thakur - Kuldeep Yadav |

## Tour Match
| 21. – 22. Juli Scorecard | Colombo (CCC) | SL President’s XI 187 (55.5) | – | Indians 312-9d (68) |
|                          |               | Remis                        |   |                     |

## Tests

### Erster Test in Kandy
| 26. – 30. Juli Scorecard | Kandy | Indien 600 (133.1) & 240-3d (53) | – | Sri Lanka 291 (78.3) & 245 (76.5) |
|                          |       | Indien gewinnt mit 304 Runs      |   |                                   |

### Zweiter Test in Galle
| 4. – 8. August Scorecard | Galle | Indien 622-9d (158)                          | – | Sri Lanka 183 (49.4) & 386 (116.5) (f/o) |
|                          |       | Indien gewinnt mit einem Innings und 53 Runs |   |                                          |

### Dritter Test in Colombo
| 12. – 16. August Scorecard | Colombo (SSC) | Indien 487 (122.3)                            | – | Sri Lanka 135 (37.4) & 181 (74.3) (f/o) |
|                            |               | Indien gewinnt mit einem Innings und 171 Runs |   |                                         |

## One-Day Internationals

### Erstes ODI in Dambulla
| 20. August Scorecard | Dambulla | Sri Lanka 216 (43.2)         | – | Indien 220-1 (28.5) |
|                      |          | Indien gewinnt mit 9 Wickets |   |                     |

### Zweites ODI in Kandy
| 24. August Scorecard | Kandy | Sri Lanka 236-8 (50)                      | – | Indien 231-7 (44.2/47) |
|                      |       | Indien gewinnt mit 3 Wickets (D/L method) |   |                        |

### Drittes ODI in Kandy
| 27. August Scorecard | Kandy | Sri Lanka 217-9 (50)         | – | Indien 218-4 (45.1) |
|                      |       | Indien gewinnt mit 6 Wickets |   |                     |

### Viertes ODI in Colombo
| 30. August Scorecard | Colombo (RPS) | Indien 375-5 (50)           | – | Sri Lanka 207 (42.4) |
|                      |               | Indien gewinnt mit 168 Runs |   |                      |

### Fünftes ODI in Colombo
| 3. September Scorecard | Colombo (RPS) | Sri Lanka 238 (49.4)         | – | Indien 239-4 (46.3) |
|                        |               | Indien gewinnt mit 6 Wickets |   |                     |

## Twenty20 International in Colombo
| 6. September Scorecard | Colombo (RPS) | Sri Lanka 170-7 (20)         | – | Indien 174-3 (19.2) |
|                        |               | Indien gewinnt mit 7 Wickets |   |                     |